# آکچی یوریشیگه
آکچی یوریشیگه (به ژاپنی: 明智頼重); ۱ آوریل ۱۳۳۹ – ۱ ژانویهٔ ۱۳۴۲) یک سامورایی در دوره نانبوکوچو و اوایل دوره موروماچی و ارباب قلعه آکچی در ولایت مینو بود. وی نوه توکی یوریسادا، اولین فرماندار ولایت مینو در شوگون‌سالاری آشیکاگا بود. وی سر خاندان یک شاخه از خاندان توکی بنام خاندان آکچی بود.